# Ugo Donati
Ugo Donati (* 14. Oktober 1891 in der Fraktion Molinazzo der Gemeinde Monteggio; † 23. Juli 1967 in Lugano) war ein Schweizer Journalist, Kunstkritiker und Antiquar.

## Leben
Ugo war Sohn des Lehrers Giuseppe und dessen Ehefrau Carmela, geborene Zanetti. 1914 heiratete er Paola Maspoli von Coldrerio. Nachdem er 1910 das Handelsdiplom an der Handelsschule von Bellinzona erworben hatte, zog er für einige Zeit nach London. Im Jahr 1911 übersiedelte er nach Rom, wo er sich dem Studium der Tessiner Künstler des 16. und 17. Jahrhunderts widmete. 1919 eröffnete er seine erste Antiquitätengalerie und spezialisierte sich auf Archäologie. In nur wenigen Jahren legte er eine umfangreiche Sammlung römischer Artefakte an, die er 1919 mit der Eröffnung einer der klassischen Antike gewidmeten Galerie in die Tat umsetzte. Im Laufe der Jahre machte er sich einen Namen in der Welt der römischen Antiquitäten und schrieb zahlreiche Essays und Artikel in kunsthistorischen Fachzeitschriften.
1942 kehrte Donati in den Kanton Tessin zurück; im selben Jahr entdeckte und veröffentlichte er das Testament Francesco Borrominis. Er war weiterhin als Antiquitätenhändler tätig und verteidigte in heftigen und mutigen Polemiken die kulturelle Italianità des Kantons. Von 1944 bis 1948 war er Mitglied der kantonalen Denkmalkommission und ließ sich in Lugano nieder, wo er ein Antiquitätengeschäft eröffnete.

## Werke
- Breve Storia di Artisti Ticinesi. Arturo Salvioni, Bellinzona 1936
- Vagabondaggi. Contributi alla storiografia artistica ticinese. Band 1. Salvioni, Bellinzona 1939.
- Artisti ticinesi a Roma. Istituto Editoriale Ticinese, Bellinzona 1942.
- <<Il>> mosaico di San Nicolao a Besso. Tipografia La Commerciale, Lugano 1952.
- La Guerra del Cinquantanove nei disegni di Carlo Bossoli 1815–1884. Pittore Ticinese. Banco di Roma per la Svizzera. Lugano 1959.
- La guerra del sessanta e sessantuno nei disegni di Carlo Bossoli, 1815–1884, pittore ticinese. Banco di Roma per la Svizzera, Lugano 1960.
- I marchi dell’argenteria italiana. 1. Auflage, De Agostini, Novara 1993.